# Ivan De Witte (ondernemer)
Ivan De Witte (Kortrijk, 25 juni 1912 - aldaar, 28 augustus 2010) was directeur en bestuurder van de nv Bekaert te Zwevegem. Hij was burgerlijk ingenieur bouwkunde van opleiding, na studies aan de Katholieke Universiteit Leuven.
Hij was ook de vader van Lode De Witte, gouverneur van de provincie Vlaams-Brabant, Jozef De Witte, directeur van het Centrum voor gelijkheid van kansen en voor racismebestrijding, en van Michaël De Witte, een arts die in 1987 als ontwikkelingshelper omkwam tijdens de burgeroorlog in El Salvador. Deze laatste stond er aan de zijde van het Front Farabundo Martí voor Nationale Bevrijding.